# Municipio de Cleveland (condado de Knox)
El municipio de Cleveland (en inglés: Cleveland Township) es un municipio ubicado en el condado de Knox en el estado estadounidense de Nebraska. En el año 2010 tenía una población de 110 habitantes y una densidad poblacional de 1,18 personas por km².

## Geografía
El municipio de Cleveland se encuentra ubicado en las coordenadas 42°28′27″N 97°47′19″O / 42.47417, -97.78861. Según la Oficina del Censo de los Estados Unidos, el municipio tiene una superficie total de 93.42 km², de la cual 93,36 km² corresponden a tierra firme y (0,06 %) 0,06 km² es agua.

## Demografía
Según el censo de 2010, había 110 personas residiendo en el municipio de Cleveland. La densidad de población era de 1,18 hab./km². De los 110 habitantes, el municipio de Cleveland estaba compuesto por el 100 % blancos. Del total de la población el 0 % eran hispanos o latinos de cualquier raza.